# 1931年の日本競馬
1931年の日本競馬（1931ねんのにほんけいば）では、1931年（昭和6年）の日本競馬界についてまとめる。
馬齢は旧表記で統一する。
1930年の日本競馬 - 1931年の日本競馬 - 1932年の日本競馬

## できごと

### 1月 - 3月
- 1月23日 - 農林省畜産局長が各倶楽部にあて、「オヤオヤ」「ヤレバワカル」など真面目さを欠く馬名の登録を受理しないよう注意を行う[1]。
- 1月24日 - 帝国競馬協会が建設する競馬会館の上棟式が行われる[1]。
- 3月31日 - 改正競馬法が公布される。主な改正点として開催日数が8日以内にされ、政府納付金が4%以内から6%以内に引き上げられた。また、勝馬投票券はそれまで単勝式のみであったものに複勝式が加えられ、購入枚数は1人につき単複1枚ずつ認められるようになった。ほか、的中者のない場合の「特払い」が追加された[1]。

### 4月 - 6月
- 4月7日 - 農林省が競馬法改正に伴う協議会を開催する[2]。
- 5月24日 - 横浜競馬場での第7競走において、コマツカゼが発走を著しく遅らせるなど不審な行動をとる「コマツカゼ事件」が起きる。のちの5月31日、日本レース・クラブはコマツカゼ馬主の楠林徳次郎を永久競馬関与禁止処分に、また鞍上の中住与之助騎手を永久騎乗停止処分とした[3]。
- 5月27日 - 農林省が改正競馬法施行規則の実施に関し、打ち合わせ会を開く[2]。
- 6月1日 - 改正競馬法が施行される[2]。
- 6月4日 - 畜産局長が、8日間開催の競馬倶楽部に対して速歩競走・障害競走を30競走以上、なるべく集結して実施するよう通牒する[2]。
- 6月22日 - 農林省官制の一部改正により、競馬官が設置される[3]。

### 7月 - 9月
- 7月4日 - 北方に移転した新小倉競馬場が開場式を迎える[4]。
- 8月5日 - 畜産局長が速歩競馬の施行について、速度と歩法の検査、側対歩馬の出走拒否、競走中の駈歩馬の失格についてを通牒する[3]。
- 9月5日 - 畜産局長が陸軍の要求を受け入れ、1933年以降の新馬における体高制限（サラブレッドは牡馬1.64m・牝馬1.62m、アラブ種は牡馬1.58m・牝馬1.56mまで）を通牒する[3]。
- 9月 - 東京競馬倶楽部が東京府府中町と多摩町にわたる24万坪の新競馬場用地を買収する[3]。

### 10月 - 12月
- 10月
  - 帝国競馬協会の競馬会館が竣工し、協会の事務局がここに移された。のちに日本競馬会本部となる[3]。
  - 帝国馬匹協会が、地方競馬騎手登録規程、および地方競馬馬名登録規程を定める[3]。
- 12月16日 - 畜産局長が、翌年11月以降の負担重量と加増距離を収得賞金額によって算出するよう通牒を行う。それまでは負担重量などは勝利度数によって決められていたが、帝国競馬協会がこれを衡平を欠くものと意見したため、それを取り入れてのものであった[3]。

### その他
- この年、種牡馬ダークファイヤが輸入され、宮崎種馬所に配付される[3]。

## 誕生

### 競走馬
- 5月11日 - ミラクルユートピア
- 5月25日 - フレーモア
- 不明 - オーシス、ジユピターユートピア、プリメロ

### 人物
- 1月2日 - 内藤繁春
- 5月2日 - 大根田裕也
- 8月18日 - 山崎彰義